# Live It Up (canción de Jennifer Lopez)
«Live It Up» es un sencillo de la cantante Jennifer Lopez para la promoción de su octavo álbum de estudio. Cuenta con la colaboración del rapero Pitbull. La canción fue escrita por Alex P, Björn Djupström, Viktor Svensson, Pitbull, Achraf J y producida por RedOne. Es la tercera colaboración entre Jennifer Lopez y Pitbull, después de «On the Floor» (2011) y «Dance Again» (2012). Inicialmente sería el primer sencillo oficial de su álbum A.K.A., pero con el tiempo fue reemplazado por «I Luh Ya Papi», y finalmente descartado de la lista de canciones.

## Antecedentes
En 2013, Lopez firmó un nuevo contrato discográfico con 2101 Records de RedOne. En un comunicado de prensa oficial, RedOne dijo: «Esto es como un sueño hecho realidad para mí [...] es increíble poder trabajar con Jennifer en tan grandes discos en los últimos dos años, y ahora es un honor tenerla en mi sello, ella es una inspiración creativa y una verdadera artista mundial. Siento que esto es histórico y una magnífica oportunidad para poner en marcha a 2101 Records».
«Live It Up» fue anunciado por la cantante el 24 de abril de 2013, como sencillo promocional del próximo álbum de estudio de Jennifer Lopez, y lanzado el 8 de mayo de 2013.
Lopez dijo en una entrevista que aún no tenía la intención de establecer una fecha de lanzamiento para su octavo álbum de estudio: «Vamos a lanzar este primer sencillo y luego unos cuantos más, y luego decidiremos cuándo sacar el álbum».

## Composición
«Live It Up» es una canción de género dance pop y europop, fue producida por RedOne, que también la escribió junto a Alex P., Djupström Björn, Viktor Svensson, Pitbull, y Achraf Janussi. La canción se abre con el verso bilingüe de Pitbull, que contiene versos como «We don't believe in defeat, what's why we're back for a threepeat» —en español: «No creemos en la derrota, por eso es que estamos de vuelta para una tercera más»—, que hace referencia al dúo de colaboración una vez más, también aparece varias veces el verso: «Make love, don't fight, Let's fuck tonight» —en español: «Haz el amor y no luches, vamos a joder esta noche»—.

## Video musical

### Filmación
El vídeo musical de «Live It Up» fue dirigido por Jessy Terrero. El 6 de mayo de 2013, Lopez y Pitbull fueron vistos filmando el video musical en las playas de Fort Lauderdale (Florida) junto a un grupo de bailarines y modelos. Jennifer describe el video musical como: «Uno de los más divertidos que ha hecho en la vida».
Fue lanzado en su canal de VEVO el 17 de mayo de 2013.

### Trama
El video musical comienza en París (Francia). Lopez, vestida con un traje negro con plumas, se está preparando por un gran show de moda. Ella recibe un mensaje de texto de Pitbull, quien la invita a reunirse con él en Saint-Tropez. Para tentar a que se uniera a él, también le envía un vídeo de todas las personas que están de fiesta en la playa.
Mientras Pitbull goza estando en la playa con varias mujeres, Lopez pronto toma el centro de atención en la pasarela donde muestra sus movimientos de baile. Más tarde se les da la bienvenida fuera del escenario, momentos después, vuelve a aparecer en la pasarela, llevando un traje de cuero rojo con una franja rubia, y continua bailando, luego, se ve a la cantante acostada en una silla de playa, con el pelo húmedo, un traje naranja y maquillada con un lápiz labial de color naranja encendido.
Hacia el final del clip, se muestran más ajustes, en uno, Lopez y sus bailarines están realizando la coreografía intrincada en un club con luces de color verde, más tarde, ella se ve balanceándose en un columpio en una luz de ambiente de color azul, con sus abdominales en la pantalla.

## Actuaciones en directo
Jennifer Lopez y Pitbull interpretaron la canción por primera vez el 16 de mayo de 2013 en el episodio final de American Idol, donde Lopez antes era un juez en las temporadas 10 y 11. Antes de la apertura de Pitbull, se escuchó un monólogo de Jennifer Lopez, en el cual ella exclamó: «No tengo remordimientos porque en un momento, todo lo que hize fue exactamente lo que quería». Amelia Proud de The Daily Mail describió la presentación de "Live It Up" como una rutina de baile con "poca ropa, enérgico y entretenido", también elogió a la entrada de Lopez al escenario.
La siguiente actuación de la canción ocurrió en los Billboard Music Awards 2013 el 19 de mayo de 2013. Jessica Sager de PopCrush dijo que Lopez mostró sus "piernas legendarias y levanta muy bien el trasero durante la actuación", y describe el baile, la moda y la música como "apropiadamente feroz, y nadie podía dejar de bailar". Por otra parte, el desempeño recibió elogios generalizados.
Lopez interpretó la canción en la segunda semifinal de Got Talent de Gran Bretaña el 28 de mayo de 2013. A diferencia de sus actuaciones anteriores de «Live It Up», ella se presentó con una vestimenta provocativa, obtuvo polémica mediática en todo el mundo, considerada abiertamente sexual en horario estelar de televisión en el Reino Unido. Posteriormente Lopez y Pitbull hicieron lo propio en la apertura de los Premios Juventud a la música hispana el 18 de julio de 2013, Presentando un Mix de «On the Floor», «Dance Again», «Don't Stop the Party» Y finalmente Live It Up, llevándose un sinnúmero de críticas positívas por dicha presentación. Además cabe resaltar que Jennifer Lopez se llevó esa noche 2 premios, el Premio Icono Mundial y el Premio A la Actriz Que Se Roba La Pantalla, al igual que Pitbull se llevó el premio Mi Artista Urbano.

## Lista de canciones
- Descarga digital[17]

1. "Live It Up" (featuring Pitbull)  – 4:03

- Descarga digital[18]

1. "Live It Up"  – 3:40

- CD sencillo[19]

1. "Live It Up" (featuring Pitbull)  – 4:03
2. "Live It Up" (instrumental)  – 4:03

## Posicionamiento en listas
| Lista (2013)                                | Posición |
| ------------------------------------------- | -------- |
| Australia (ARIA)                            | 20       |
| Alemania (Offizielle Deutsche Charts)       | 37       |
| Austria (Ö3 Austria Top 40)                 | 37       |
| Bélgica (Flandes) (Ultratip Bubbling Under) | 3        |
| Bélgica (Valonia) (Ultratip Bubbling Under) | 5        |
| Escocia (Scottish Singles Sales Chart)      | 13       |
| España (Top 100 Canciones)                  | 19       |
| Estados Unidos (Billboard Hot 100)          | 60       |
| Estados Unidos (Mainstream Top 40)          | 26       |
| Estados Unidos (Hot Dance Club Songs)       | 1        |
| Estados Unidos (Hot Dance/Electronic Songs) | 11       |
| Estados Unidos (Latin Pop Airplay)          | 19       |
| Francia (SNEP)                              | 67       |
| Irlanda (IRMA)                              | 13       |
| Israel (Media Forest)                       | 7        |
| Nueva Zelanda (Recorded Music NZ)           | 27       |
| Suiza (Schweizer Hitparade)                 | 33       |
| República Checa (Rádio Top 100)             | 35       |
| Reino Unido (UK R&B Chart)                  | 3        |
| Reino Unido (UK Singles Chart)              | 17       |

## Historial de lanzamiento
| País           | Fecha              | Formato                         | Sello                         |
| -------------- | ------------------ | ------------------------------- | ----------------------------- |
| Australia      | 8 de mayo de 2013  | Descarga digital (iTunes Store) | Universal Music Group         |
| Canadá         | 8 de mayo de 2013  | Descarga digital (iTunes Store) | Universal Music Group         |
| Grecia         | 8 de mayo de 2013  | Descarga digital (iTunes Store) | Universal Music Group         |
| Italia         | 8 de mayo de 2013  | Descarga digital (iTunes Store) | Universal Music Group         |
| Portugal       | 8 de mayo de 2013  | Descarga digital (iTunes Store) | Universal Music Group         |
| España         | 8 de mayo de 2013  | Descarga digital (iTunes Store) | Universal Music Group         |
| Estados Unidos | 8 de mayo de 2013  | Descarga digital (iTunes Store) | 2101 Records, Capitol Records |
| Estados Unidos | 14 de mayo de 2013 | Descarga digital (Amazon MP3)   | Capitol Records               |
| Estados Unidos | 21 de mayo de 2013 | Mainstream radio                | 2101, Capitol Records         |

## Créditos y personal
Créditos adaptados del sencillo en CD promocional
- RedOne – productor, programador, compositor
- Alex Papaconstantinou – compositor
- Björn Djupström – compositor
- Viktor Svensson – compositor
- Pitbull – compositor
- Achraf Janussi – compositor
- Bilal "The Chef" Hajji – compositor